# Władysław Bujak
Władysław Wiktor Bujak (ur. 26 lipca 1883 w Krakowie, zm. 20 września 1969 tamże) – polski lekarz pediatra, działacz społeczny.

## Życiorys
W latach 1919–1937 był ordynatorem Szpitala św. Ludwika w Krakowie, a 1937-1939 profesorem i kierownikiem Kliniki Pediatrycznej uniwersytetu w Wilnie. W czasie II wojny światowej prowadził Szpital Dziecięcy w Wilnie, uczestniczył w tajnym nauczaniu, 1945 ponownie został ordynatorem Szpitala św. Ludwika w Krakowie. W latach 1948–1955 był profesorem i kierownikiem Kliniki Pediatrycznej Uniwersytetu Jagiellońskiego i od 1950 Akademii Medycznej w Krakowie, ponadto w 1950 założył ośrodek leczniczy dla dzieci z gruźliczym zapaleniem opon mózgowych w Rabce. Jest autorem prac na temat zapalenia opon mózgowych, ropomoczu i białek krwi w niektórych zatruciach oraz pierwszego polskiego podręcznika chorób dzieci Zarys pediatrii (1930), a także prac Początki pediatrii w Polsce (1938) i współautorem Leksykonu rzadszych chorób i zespołów u dzieci (1962).